# Grand Prix San Marino 1994
Grand Prix San Marino 1994, oficjalnie 14° Gran Premio di San Marino – trzecia eliminacja Mistrzostw Świata Formuły 1 sezonu 1994. Grand Prix odbyło się w dniach 29 kwietnia-1 maja 1994 na torze Autodromo Enzo e Dino Ferrari w Imoli.
Śmiertelne wypadki i kontuzje podczas weekendu wyścigowego były głównym punktem zwrotnym w czasie trwania sezonu 1994, jak i w rozwoju Formuły 1 pod względem bezpieczeństwa. Runda ta stała pod znakiem śmiertelnych wypadków Rolanda Ratzenbergera (w kwalifikacjach) i Ayrtona Senny (w wyścigu). W czasie tego weekendu również ranni zostali Rubens Barrichello, mechanicy oraz widzowie. Był to najtragiczniejszy weekend w historii Formuły 1 od Grand Prix Belgii 1960, gdzie Chris Bristow i Alan Stacey zginęli w wyścigu.
Eliminacja ta doprowadziła do większego nacisku na bezpieczeństwo w sporcie, do reaktywacji GPDA (Grand Prix Drivers' Association) po dwunastoletniej przerwie i do zmian w budowie nowych samochodów i modyfikacji torów wyścigowych, by spowolnić samochód przed ewentualnym uderzeniem w ścianę.
Wyścig wygrał Michael Schumacher (Benetton) przed Nicolą Larinim (Ferrari) i Miką Häkkinenem (McLaren).
Pogrzeb Ayrtona Senny odbył się 5 maja 1994 w São Paulo, natomiast Rolanda Ratzenbergera - dwa dni później w Salzburgu. W pogrzebie trzykrotnego mistrza świata wzięło udział pół miliona osób, natomiast na pogrzeb Austriaka przybyło 250 osób – w tym m.in. Max Mosley, który nie mógł być na pogrzebie Senny. Włoska prokuratura oskarżyła sześć osób (m.in. Franka Williamsa, Patricka Heada i Adriana Neweya) o spowodowanie śmierci brazylijskiego kierowcy. Ostatecznie sprawa została zakończona w 2005 umorzeniem ze względu na przedawnienie. 
Przez dwadzieścia lat od wypadków Ratzenbergera i Senny nie zginął w wyścigu F1 żaden kierowca, aż do wypadku Julesa Bianchiego podczas Grand Prix Japonii 2014 i śmierci francuskiego kierowcy kilka miesięcy później, w lipcu 2015.

## Opis weekendu wyścigowego

### Tło

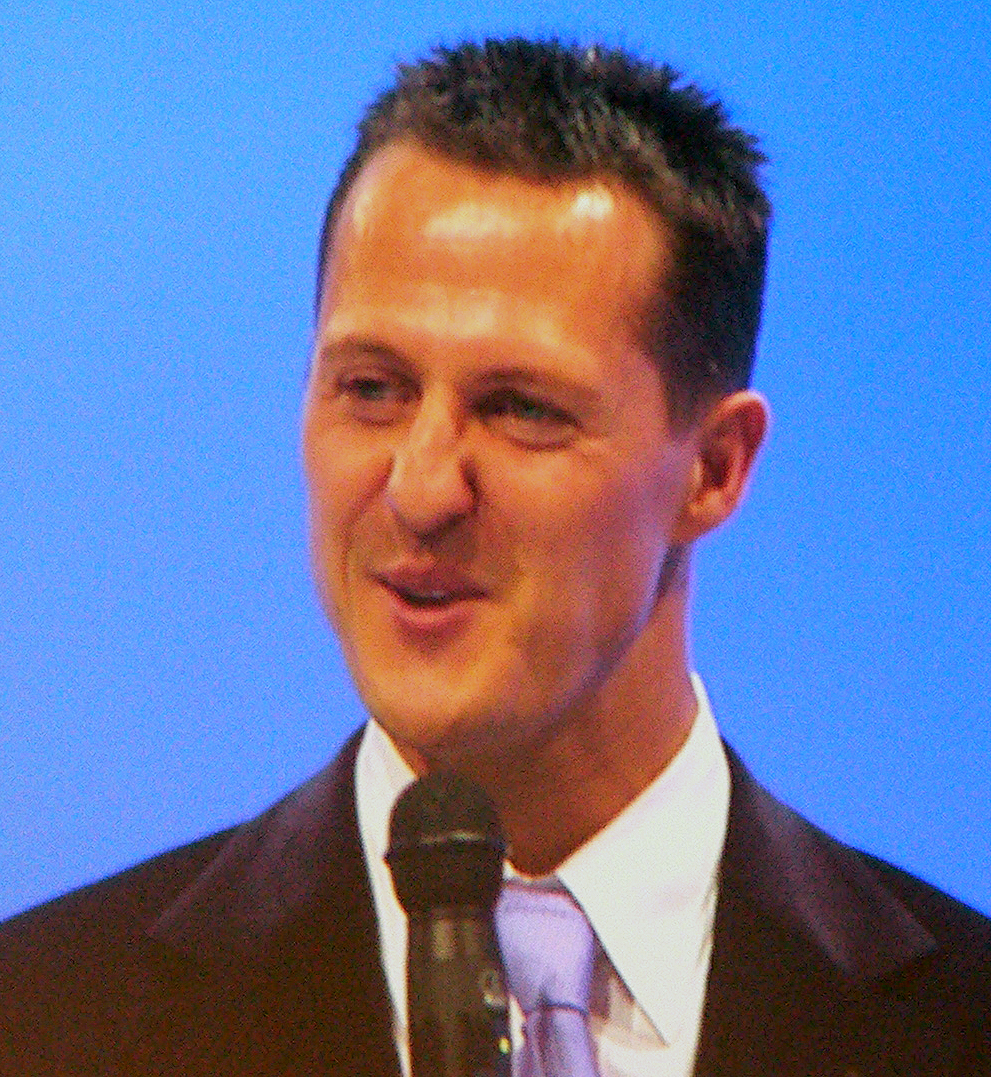
Michael Schumacher – lider klasyfikacji kierowców

Grand Prix San Marino 1994 było 14. edycją tej Grand Prix i 551. w historii Formuły 1. Była to pierwsza eliminacja sezonu rozgrywana w Europie. Do Grand Prix San Marino przystąpiło dwudziestu ośmiu kierowców w czternastu zespołach. Zespołami tymi, określanymi mianem konstruktorów, były: Williams-Renault, Tyrrell-Yamaha, Benetton-Ford, McLaren-Peugeot, Footwork-Ford, Lotus-Mugen-Honda, Jordan-Hart, Larrousse-Ford, Minardi-Ford, Ligier-Renault, Ferrari, Sauber-Mercedes, Simtek-Ford i Pacific-Ford. 

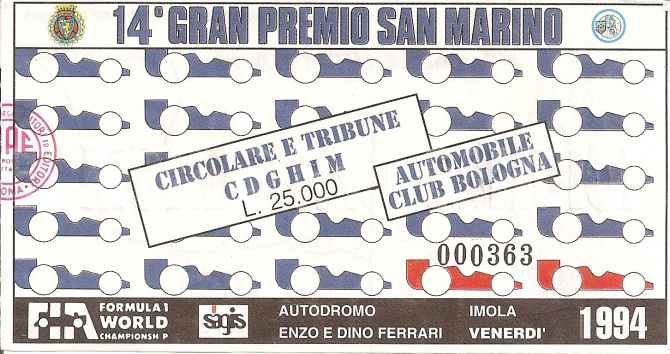
Bilet wstępu na wyścig

Po Grand Prix Pacyfiku liderem klasyfikacji kierowców był Michael Schumacher z dorobkiem 20 punktów. Niemiec wyprzedzał Rubensa Barrichello o trzynaście punktów i Damona Hilla o czternaście oczek. W klasyfikacji konstruktorów na prowadzeniu znajdował się zespół Benetton z 20 punktami, mając dziesięć punktów przewagi nad Ferrari i trzynaście nad ekipą Jordan Grand Prix. Wyścig poprzedzający tę eliminację, tj. Grand Prix Pacyfiku zakończył się zwycięstwem Michaela Schumachera, przed Gerhardem Bergerem z Ferrari i Rubensem Barrichello z Jordana.

### Zmiany kierowców
Przed rozpoczęciem weekendu wyścigowego na torze Autodromo Enzo e Dino Ferrari doszło do zmian w składach dwóch zespołów. W ekipie Benettona, do kokpitu powrócił JJ Lehto, który z powodu kontuzji (uszkodzenie kręgu szyjnego i złamanie karku) musiał pauzować przez pierwsze dwa wyścigi. W zespole Jordan Grand Prix, Andrea de Cesaris został wyznaczony na drugiego kierowcę zespołu. Włoch zastąpił Aguriego Suzukiego, który z kolei zastępował Eddiego Irvine'a, którego FIA zawiesiła na trzy wyścigi za spowodowanie wypadku podczas wyścigu w Brazylii.

### Kwalifikacje

#### Piątek

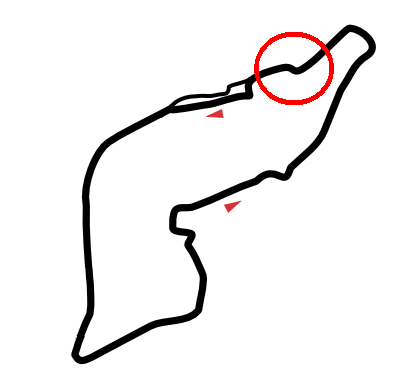
Zakręt Variante Bassa – miejsce wypadku Rubensa Barrichello

W piątek, 29 kwietnia podczas pierwszej sesji kwalifikacyjnej, Rubens Barrichello uderzył w wysoki krawężnik na zakręcie Variante Bassa i przy prędkości 225 km/h uderzył w górną barierę opon, stracił przytomność, a jego samochód jeszcze kilkukrotnie przekoziołkował. Brazylijczyk przeżył przeciążenie osiągające wartość 95 G. Zespół ratowniczy zjawił się na miejscu wypadku i kierowca szybko został przywieziony do centrum medycznego toru, a następnie helikopterem do szpitala Maggiore w Bolonii, w celu obserwacji i wykonania rutynowych badań. Następnego dnia wrócił na obiekt, jednak złamany nos i ręka w gipsie spowodowały, że brazylijski kierowca musiał odpuścić sobie weekend wyścigowy w Imoli. Dziesięć lat później, Damon Hill reprezentujący wówczas ekipę Williamsa, tak opisał swoje uczucia po wypadku Barrichello:

Wszyscy byliśmy przekonani i kontynuowaliśmy kwalifikacje, upewniając się, że nasze samochody wyścigowe są solidne jak czołgi, i że możemy być wstrząśnięci a nie ranni

Pomimo wypadku, Ayrton Senna był najszybszym kierowcą na koniec piątkowej sesji z czasem 1:21.548, mając o prawie pół sekundy przewagi nad Michaelem Schumacherem i Gerhardem Bergerem. Po wypadku Rubensa Barrichello, trzykrotny mistrz świata, wbrew zakazowi lekarzy, przeskoczył mur, aby dostać się do szpitala w Bolonii i odwiedzić rannego kierowcę. Następnie wrócił na tor w Imoli. Barrichello wówczas tak to wspominał:

Pierwszą twarzą, jaką zobaczyłem, była twarz Ayrtona. Miał łzy w oczach. Nigdy wcześniej tego nie widziałem u Ayrtona. Odniosłem wrażenie, że czuł się tak, jakby mój wypadek był jak jego

#### Sobota

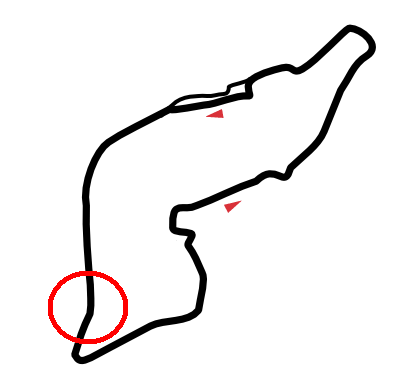
Zakręt Villeneuve – miejsce wypadku Rolanda Ratzenbergera

Na dwadzieścia minut przed zakończeniem drugiej sesji kwalifikacyjnej, Roland Ratzenberger reprezentujący ekipę Simtek, na zakręcie Acqua Minerali przejechał krawężnik, uszkadzając przy tym przednie skrzydło. Austriak zamiast wrócić do alei serwisowej, wykonywał kolejne szybkie okrążenie. Przy prędkości 306 km/h, na zakręcie Villeneuve skrzydło w samochodzie Ratzenbergera urwało się, a Austriak wypadł z toru i uderzył w betonową ścianę. 
Sesja została przerwana, gdy po 25 sekundach od wypadku, na miejscu zjawił się zespół medyczny pod szefostwem Sida Watkinsa. Austriak doznał ciężkich urazów głowy i kręgosłupa. Początkowo został przewieziony karetką do centrum medycznego, a później helikopterem do szpitala Maggiore, gdzie dzień wcześniej trafił Barrichello. Senna po kilku minutach przybył na miejsce wypadku, gdzie oglądał jedynie zniszczony samochód Austriaka. Później udał się do centrum medycznego – tam ponownie wbrew zakazom lekarzy, Brazylijczyk przeskoczył przez płot. Spotkał się z Watkinsem, który wziął go na zewnątrz i poinformował, że Ratzenberger znajduje się w stanie śmierci klinicznej. Jak wspominał brytyjski lekarz, Senna był załamany i płakał przy jego ramieniu. Watkins namawiał Brazylijczyka, aby wycofał się z wyścigu pytając się:

Ayrton, może byś wycofał się jutro z wyścigu? Właściwie dlaczego w ogóle się ścigasz? Co jeszcze musisz udowodnić? Trzy razy byłeś mistrzem świata – jesteś bez wątpienia najszybszym kierowcą. Rzuć tor i jedźmy na ryby!

W książce Życie na krawędzi – tryumf i tragedia w Formule 1, Watkins wspomniał odpowiedź Senny:

Sid, istnieją pewne rzeczy, nad którymi nie mamy kontroli. Nie mogę zrezygnować. Ja po prostu muszę jechać dalej!

Po opuszczeniu centrum medycznego, Senna wrócił do garażu Williamsa, jednak nie chciał kontynuować jazdy, informując Patricka Heada i Damona Hilla o śmierci austriackiego kierowcy. Frank Williams poprosił Sennę o kontynuowanie jazdy, jednak Brazylijczyk odmówił. 57 minut po wypadku, ze szpitala pojawiła się oficjalna informacja o śmierci Rolanda Ratzenbergera. Był to pierwszy śmiertelny wypadek w czasie weekendu wyścigowego od Grand Prix Kanady 1982, w której zginął Riccardo Paletti z Oselli. Był to również pierwszy śmiertelny wypadek samochodem Formuły 1 od 1986 roku, gdy podczas testów na torze Circuit Paul Ricard zginął Elio de Angelis prowadząc samochód Brabhama. W ostateczności Ayrton Senna zdobył pole position, nie przejeżdżając ani jednego pomiarowego okrążenia w sobotę. Przed wypadkiem, Hill zdążył poprawić swój czas i zakwalifikował się na czwartej pozycji. Wynik 1:27.584, który wykręcił Ratzenberger, dałby mu kwalifikację do niedzielnego wyścigu z 26. pozycji, ostatniego kwalifikowanego miejsca. Do wyścigu nie zakwalifikowali się Paul Belmondo (Pacific) i Rubens Barrichello.

### Wyścig

#### Przed wyścigiem
W czasie sesji rozgrzewkowej przed wyścigiem o Grand Prix San Marino, najlepszym czasem popisał się Ayrton Senna, który wykręcił czas 1.22.597, o sekundę szybciej niż Damon Hill. Po zakończeniu przywitał się z Alainem Prostem, który komentował wyścig dla telewizji TF1, a następnie doszło do rozmowy, w którym Senna chciał, aby Francuz także był zaangażowany w kwestii bezpieczeństwa. Czterokrotny mistrz świata zgodził się, umawiając się na kolejną rozmowę podczas następnego weekendu wyścigowego, w Monako. Następnie nagrał jedno okrążenie dla telewizji TF1, w którym powitał Alaina Prosta słowami:

Chciałbym przywitać mojego starego przyjaciela, Alaina Prosta. Przekażcie mu, że wszyscy tu za nim bardzo tęsknimy

Po sesji rozgrzewkowej, Senna postanowił napisać list do rodziców Rolanda Ratzenbergera i poprosił Betise Assumpcao, rzeczniczkę zespołu o przefaksowanie jego listu. Przed rozpoczęciem briefingu kierowców, doszło do rozmowy Brazylijczyka z Gerhardem Bergerem. Trzykrotny mistrz świata poprosił Austriaka o poruszenie kwestii  samochodu bezpieczeństwa podczas okrążenia formującego. Tłumaczył, że nie chce tego robić sam, ponieważ uważa, że pomiędzy nim a Johnem Corsmitem, jednym ze stałych stewardów jest niechęć. W trakcie brefingu kierowców rozmawiano o wydarzeniach z poprzedniego dnia, czcząc minutą ciszy pamięć Ratzenbergera. W dalszej części Berger poruszył sprawę wyjazdu samochodu bezpieczeństwa. Wspólnie z Senną uznali, że Opel Vectra, który pełnił rolę samochodu bezpieczeństwa, jest zbyt wolnym samochodem, mówiąc także:

Powolna jazda zwiększa ryzyko, ponieważ opony i hamulce u wszystkich kierowców na początku są zimne

Wszyscy kierowcy poparli Sennę i Bergera, a przedstawiciele wyścigu postanowili usunąć tę procedurę. Po odprawie, Senna przewodniczył krótkiej dyskusji na temat bezpieczeństwa z innymi kierowcami, zwłaszcza z Michaelem Schumacherem, Gerhardem Bergerem i Michele Alboreto. Zgodzili się na organizację spotkania w sprawie bezpieczeństwa w piątek przed wyścigiem w Monte Carlo.

#### Pierwszy start
Wyścig rozpoczął się o godzinie 14:00 czasu lokalnego przy słonecznej pogodzie i suchym torze. Na starcie, w samochodzie JJ Lehto zgasła jednostka napędowa Forda. Następnie samochód Pedro Lamy'ego z Lotusa uderzył w tył samochodu fińskiego kierowcy. Obu kierowcom nic się nie stało, jednak koło z samochodu portugalskiego kierowcy wpadło na trybuny raniąc dziewięć osób. Po wypadku, na tor wjechał samochód bezpieczeństwa, prowadzony przez Maxa Angelelliego. Ponieważ Opel Vectra był oparty na rodzinnym sedanie i nie był on stosunkowo szybki, Senna postanowił jechać obok Vectry i pokazał gestami, żeby on szybciej jechał. W późniejszym czasie uznano, że Opel Vectra jest nieodpowiedni do tej roli i że jest przyczyną spadku ciśnienia opon w samochodach. Pod koniec piątego okrążenia, David Brown poinformował Sennę przez radio, że samochód bezpieczeństwa zjedzie do alei serwisowej na tym kółku. Po zakończeniu okresu neutralizacji, na szóstym okrążeniu Brazylijczyk wykonał najszybsze okrążenie. Na drugim okrążeniu po restarcie, gdy prowadził Senna przed Schumacherem, samochód brazylijskiego kierowcy na zakręcie Tamburello wypadł z trasy i przy prędkości ponad 300 km/h uderzył w betonową ścianę.

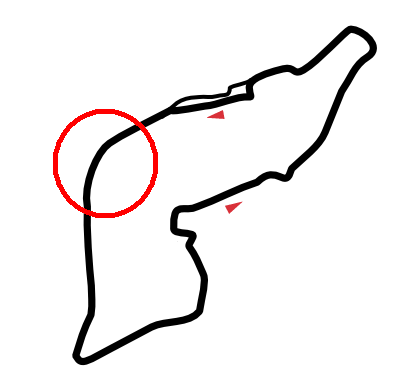
Zakręt Tamburello – miejsce wypadku Ayrtona Senny

O 14:17 czasu lokalnego, czyli 17 minut po rozpoczęciu wyścigu stewardzi pokazali czerwoną flagę, wskutek czego wyścig został przerwany. Na miejsce wypadku przyjechał zespół medyczny pod dowództwem Sida Watkinsa. Brytyjski neurochirurg i delegat medyczny Formuły 1 na miejscu przeprowadził tracheotomię. Tak później wspominał:

Zdjęliśmy mu kask. Miał zamknięte oczy i był nieprzytomny. Podniosłem mu powieki i już wiedziałem, że mamy do czynienia z poważnymi obrażeniami mózgu. Wyciągnęliśmy go z kokpitu i położyliśmy na ziemi. W tym momencie usłyszałem westchnienie i poczułem, jakby jego dusza uleciała z ciała

Watkins oczyścił drogi oddechowe, zatrzymał przepływ krwi i unieruchomił obszar szyjny. Później Brytyjczyk poprosił przez radio anestezjologa intensywnej opieki medycznej, Giovanniego Gordiniego, o eskortowanie Senny do szpitala Maggiore w Bolonii. Dziesięć minut po wypadku, w wyniku nieporozumienia w alei serwisowej, jeden z marshalli wypuścił Érika Comasa. Marshalle gorączkowo machali czerwoną flagą, gdy Francuz zbliżał się do miejsca wypadku z dużą szybkością. Incydent ten został zauważony przez Johna Watsona, który komentował wyścig dla Eurosportu. Pięciokrotny zwycięzca wyścigów Grand Prix określił go jako "najbardziej absurdalną rzecz, jaką kiedykolwiek zobaczył w swoim życiu". Comas uniknął zderzenia z personelem będącym na torze lub pojazdami, ale gdy przybył na miejsce wypadku był tak zmartwiony, że podjął decyzję o wycofaniu się z wyścigu i przez kolejne dziesięć lat francuski kierowca nie mówił o tym co tam zobaczył.
Obrazy przekazywane przez włoską telewizję RAI (które również transmitowały inne stacje telewizyjne emitujące ten wyścig) zostały uznane przez BBC za niepokojące dla widzów, wobec czego brytyjska telewizja publiczna zaprzestała emisji sygnału RAI i przekazywała informacje z alei serwisowej. Senna został wyciągnięty z rozbitego samochodu Williamsa, a po piętnastu minutach pomocy lekarskiej został przetransportowany helikopterem medycznym do szpitala Maggiore w Bolonii. Trzykrotny mistrz świata stracił dwa litry krwi. O 14:55, po 37 minutach od wypadku Brazylijczyka postanowiono wznowić wyścig.

#### Drugi start
Zgodnie z przepisami, rozpoczęto wyścig od szóstego okrążenia. Pierwsze pięć kółek zostało włączone do drugiej części wyścigu, przez co eliminacja składała się z 58 okrążeń. Podczas drugiego okrążenia formującego problemy z samochodem miał Heinz-Harald Frentzen (Sauber) i Niemiec wyruszył z alei serwisowej. Pozostałe samochody wyruszyły z miejsc, na których byli sklasyfikowani przed wypadkiem Senny. Gerhard Berger wykorzystał fakt słabego startu Michaela Schumachera, jednak teoretycznie kierowca Benettona był liderem wyścigu, ze względu na przewagę jaką posiadał nad reprezentantem Ferrari przed przerwaniem wyścigu. Hill próbował wyprzedzić Schumachera na zakręcie Tosa, jednak doszło do kontaktu i Brytyjczyk musiał zjechać do alei serwisowej w celu wymiany przedniego skrzydła i wyjechał na tor na szóstej pozycji
Lider klasyfikacji kierowców prowadził do dwunastego okrążenia, wówczas pobyt Schumachera w alei serwisowej wykorzystał ponownie Berger. Austriak z powodu awarii zawieszenia zakończył wyścig na osiemnastym okrążeniu, a nowym liderem wyścigu został Mika Häkkinen. W następstwie pierwszej serii pit stopów na czele ponownie znalazł się Michael Schumacher. Świetne tempo niemieckiego kierowcy, dzięki mniejszej ilości paliwa oznaczało, że był w stanie wyrównać przewagę nad Häkkinenem, co pozwoliło mu na dodatkowy postój w alei serwisowej. Wolniejsze tempo Fina wykorzystał Nicola Larini, który wyprzedził kierowcę McLarena podczas pit-stopu.
Na 48. okrążeniu, Michele Alboreto zjechał do alei serwisowej. Po wyjeździe ze swojego stanowiska, z samochodu Włocha odpadło lewe tylne koło, raniąc dwóch mechaników Ferrari i Lotusa, którzy trafili do szpitala. Na 55. okrążeniu, Christian Fittipaldi z powodu awarii hamulców wycofał się z wyścigu, natomiast o piąte miejsce walczyli ze sobą Damon Hill i Ukyō Katayama z Tyrrella.
Pod koniec wyścigu, wolniejsze tempo Häkkinena chciał wykorzystać Karl Wendlinger z Saubera, starając się o pierwsze podium dla szwajcarskiej stajni. Fin jednak nie dał za wygraną i do mety dojechał jako trzeci, a Austriak jako czwarty. Na ostatnich punktowanych miejscach znaleźli się jeszcze Ukyō Katayama i Damon Hill, który ustanowił najszybsze okrążenie wyścigu. 
Wyścig ostatecznie padł łupem Michaela Schumachera, który zgromadził komplet punktów po trzech wyścigach. Drugie miejsce zajął Nicola Larini, dla którego to było pierwsze i jedyne podium w Formule 1. Trzeci był Mika Häkkinen, który po raz drugi w karierze stanął na podium. Z szacunku dla Rolanda Ratzenbergera, podczas ceremonii zrezygnowano z szampana.

#### Po wyścigu
Podczas konferencji, która odbyła się po wyścigu Michael Schumacher powiedział, że "nie czuje się ani usatysfakcjonowany, ani szczęśliwy" ze swojej wygranej w następstwie wydarzeń na Imoli. Po dwóch godzinach i dwudziestu minutach od zakończenia wyścigu, dr Maria Teresa Fiandri poinformowała o śmierci Ayrtona Senny. Za oficjalny czas zgonu podano godzinę 14:17, co oznaczało, że Senna zmarł na miejscu. Autopsja wykazała, że przyczyną zgonu były obrażenia głowy prawdopodobnie spowodowane uderzeniem koła i zawieszenia. Komentator BBC, Murray Walker określił ten weekend jako "najczarniejszy dzień wyścigów Grand Prix, które pamięta".
Dwa dni po wyścigu, FIA na wniosek włoskiego automobilklubu zwołała spotkanie, dotyczące przebiegu wydarzeń w czasie trwania weekendu wyścigowego. Później, organ zarządzający ogłosił nowe środki bezpieczeństwa, które miały zacząć obowiązywać od Grand Prix Monako.
W Brazylii, śmierć Ayrtona Senny uznano za tragedię narodową, wobec czego brazylijski rząd ogłosił trzydniową żałobę narodową. 5 maja odbył się pogrzeb trzykrotnego mistrza świata - pół miliona osób oglądało na ulicach São Paulo kondukt wiozący trumnę z ciałem kierowcy Williamsa. W pogrzebie uczestniczyło większość społeczności Formuły 1, a trumnę nieśli Emerson Fittipaldi, Alain Prost, Christian Fittipaldi, Jackie Stewart, Roberto Moreno, Johnny Herbert, Wilson Fittipaldi, Gerhard Berger, Rubens Barrichello, Thierry Boutsen, Raúl Boesel, Michele Alboreto, Pedro Lamy, Damon Hill i Derek Warwick.
Dwa dni później, podczas pogrzebu Rolanda Ratzenbergera pojawiło się 250 osób, w tym m.in. Johnny Herbert, Gerhard Berger, Karl Wendlinger, Heinz-Harald Frentzen i przewodniczący FIA, Max Mosley. Dziesięć lat po tych wydarzeniach Mosley na konferencji prasowej powiedział:

Modyfikacje w układzie toru po dwóch śmiertelnych wypadkach

Zapomniano o nim, a ja pojechałem na jego pogrzeb, bo wszyscy byli na pogrzebie Senny. Doszedłem do wniosku, że ważne było to, że ktoś pojawił się i na jego pogrzebie.

Układ toru Autodromo Enzo e Dino Ferrari używany od 1981 roku został zmodyfikowany, w tym zakręt Tamburello, gdzie oprócz Senny poważne wypadki na tym zakręcie mieli Nelson Piquet (w 1987) i Gerhard Berger (w 1989). Zarówno ten zakręt jak i Villeneuve zostały zamienione na szykanę, Variante Bassa na krótki, prosty odcinek a Variante Alta - w krótką prostą. FIA postanowiła również zmienić przepisy dotyczące projektu samochodów do tego stopnia, że od wszystkich zespołów wymagana została zmiana projektu samochodu na sezon 1995, co oznaczało, że bolidy z sezonu 1994 nie mogły być do nich przystosowane. Obawy zgłoszone przez Ayrtona Sennę i Gerharda Bergera podczas briefingu przed wyścigiem w Imoli, doprowadziło do reaktywacji Grand Prix Drivers' Association przed wyścigiem o Grand Prix Monako. Stowarzyszenie zostało założone w 1961 roku i rozwiązane w 1982. Głównym celem tego stowarzyszenia było umożliwienie kierowcom omówienia kwestii bezpieczeństwa w celu poprawy standardów. Przed wyścigiem w Monako, na pierwszych dwóch pustych polach startowych namalowano flagi Brazylii i Austrii, w hołdzie dla Senny i Ratzenbergera. By uczcić pamięć kierowców, zespoły Williams i Simtek wystawiły tylko jeden samochód. Dodatkowo przed wyścigiem uczczono pamięć kierowców minutą ciszy.
Ciężkie obrażenia kierowców nie skończyły się po Grand Prix San Marino. Podczas pierwszej sesji treningowej przed Grand Prix Monako, Karl Wendlinger miał groźny wypadek, po którym zapadł w śpiączkę. 24 maja, podczas testów na torze Silverstone, w samochodzie Pedro Lamy'ego urwał się tylny spojler i przy prędkości 270 km/h przeskoczył siatkę otaczającą tor i rozbił się na podziemnym przejściu dla widzów. Na skutek tego wypadku Lamy trafił do szpitala.
W październiku 1996, FIA wspólnie z McLarenem i Mercedesem postanowiła zrobić badania fotelu kierowcy pod wpływem uderzenia głowy. Mercedes skontaktował się z producentami urządzenia HANS, w celu dostosowania go do wyścigów Formuły 1. Urządzenie wyprodukowano w 1991 i zostało zaprojektowane, w celu ochrony głowy i szyi kierowcy, aby zapobiec urazom czaszki - uraz ten doprowadził do śmierci Rolanda Ratzenbergera. Testy tego urządzenia okazały się udane, a podczas Grand Prix San Marino 2000 przedstawiono raport końcowy, w którym stwierdzono, że HANS powinien być zalecany do stosowania. Jego zastosowanie jest obowiązkowe od sezonu 2003.
Ayrton Senna był ostatnim kierowcą Formuły 1, który zginął w Formule 1 do momentu wypadku Julesa Bianchiego podczas Grand Prix Japonii 2014 i jego śmierci kilka miesięcy później. Jednak w międzyczasie zginęło na torze trzech marshalli: Paolo Gislimberti w Grand Prix Włoch 2000, Graham Beveridge w Grand Prix Australii 2001 i Mark Robinson w Grand Prix Kanady 2013.
Jest to też do tej pory ostatni wyścig, w którym włoski kierowca zdobył punkty dla Ferrari.

## Proces
Włoska prokuratura wszczęła śledztwo w sprawie śmierci Ayrtona Senny. Oskarżonych było sześć osób - byli to Frank Williams, Adrian Newey, Patrick Head, Fedrico Bendinelli (reprezentujący właścicieli toru), Giorgio Poggi (dyrektor toru) i Roland Bruynseraede (dyrektor wyścigu). 16 grudnia 1997 zapadł wyrok uniewinniający wszystkich oskarżonych w tej sprawie. Przyczyną śmierci Senny według sądu było złamanie kolumny kierowniczej. Zespół na prośbę Brazylijczyka skrócił kierownicę wycinając jej część i łącząc dwie powstałe części rurką o mniejszej średnicy aby kierowca czuł się bardziej komfortowo w samochodzie.
Po decyzji sądu prokuratura złożyła odwołanie dot. Adriana Neweya i Patricka Heada. 22 listopada 1999 ponownie zapadł wyrok uniewinniający - stwierdzono wówczas, że nie ma dowodów, które mogły wyjść na jaw (brak danych z czarnej skrzynki samochodu Senny z powodu uszkodzenia a 1,6 sekundy z wideo z wbudowanej kamery w samochodzie Brazylijczyka było niedostępne ze względu na to, iż nadawca przełączył widok na kamerę Bergera tuż przed wypadkiem). Więc na podstawie art. 530 Kodeksu karnego oskarżenie mogło zostać uznane za "nieistniejące". W styczniu 2003 włoski sąd kasacyjny unieważnił wyrok stwierdzając, że wspomniany art. 530 został błędnie zinterpretowany i postanowiono rozpocząć od nowa proces. 27 maja 2005 sąd orzekł, że Adrian Newey jest niewinny, natomiast sprawa z Patrickem Headem została umorzona z powodu przedawnienia.
Sprawa ostatecznie zakończyła się 13 kwietnia 2007 - w werdykcie nr 15050 stwierdzono:

Ustalono, że wypadek został spowodowany awarią kolumny kierowniczej. Awaria ta była efektem źle zaprojektowanych i źle skonstruowanych modyfikacji. Odpowiedzialność za to spada na Patricka Heada, winnego pominiętej kontroli

Patrick Head nie został aresztowany z powodu przedawnienia - we włoskim prawie umorzenie następuje po 7 latach i 6 miesiącach, a ostateczny werdykt wydano po prawie trzynastu latach.

## Lista startowa
Źródło: Wyprzedź Mnie!
| Nr | Kierowca              | Zespół                      | Samochód       | Silnik                        | Opony |
| -- | --------------------- | --------------------------- | -------------- | ----------------------------- | ----- |
| 0  | Damon Hill            | Rothmans Williams Renault   | Williams FW16  | Renault RS6 3.5 V10           | G     |
| 2  | Ayrton Senna          | Rothmans Williams Renault   | Williams FW16  | Renault RS6 3.5 V10           | G     |
| 3  | Ukyō Katayama         | Tyrrell Racing Organisation | Tyrrell 022    | Yamaha OX10B 3.5 V10          | G     |
| 4  | Mark Blundell         | Tyrrell Racing Organisation | Tyrrell 022    | Yamaha OX10B 3.5 V10          | G     |
| 5  | Michael Schumacher    | Mild Seven Benetton Ford    | Benetton B194  | Ford ECA Zetec-R 3.5 V8       | G     |
| 6  | JJ Lehto              | Mild Seven Benetton Ford    | Benetton B194  | Ford ECA Zetec-R 3.5 V8       | G     |
| 7  | Mika Häkkinen         | Marlboro McLaren Peugeot    | McLaren MP4/9  | Peugeot A6 3.5 V10            | G     |
| 8  | Martin Brundle        | Marlboro McLaren Peugeot    | McLaren MP4/9  | Peugeot A6 3.5 V10            | G     |
| 9  | Christian Fittipaldi  | Footwork Ford               | Footwork FA15  | Ford HBE7/8 3.5 V8            | G     |
| 10 | Gianni Morbidelli     | Footwork Ford               | Footwork FA15  | Ford HBE7/8 3.5 V8            | G     |
| 11 | Pedro Lamy            | Team Lotus                  | Lotus 107C     | Mugen-Honda MF-351 HC 3.5 V10 | G     |
| 12 | Johnny Herbert        | Team Lotus                  | Lotus 107C     | Mugen-Honda MF-351 HC 3.5 V10 | G     |
| 14 | Rubens Barrichello    | Sasol Jordan                | Jordan 194     | Hart 1035 3.5 V10             | G     |
| 15 | Andrea de Cesaris     | Sasol Jordan                | Jordan 194     | Hart 1035 3.5 V10             | G     |
| 19 | Olivier Beretta       | Tourtel Larrousse F1        | Larrousse LH94 | Ford HBF7/8 3.5 V8            | G     |
| 20 | Érik Comas            | Tourtel Larrousse F1        | Larrousse LH94 | Ford HBF7/8 3.5 V8            | G     |
| 23 | Pierluigi Martini     | Minardi Scuderia Italia     | Minardi M193B  | Ford HBD 3.5 V8               | G     |
| 24 | Michele Alboreto      | Minardi Scuderia Italia     | Minardi M193B  | Ford HBD 3.5 V8               | G     |
| 25 | Éric Bernard          | Ligier Gitanes Blondes      | Ligier JS39B   | Renault RS6 3.5 V10           | G     |
| 26 | Olivier Panis         | Ligier Gitanes Blondes      | Ligier JS39B   | Renault RS6 3.5 V10           | G     |
| 27 | Nicola Larini         | Scuderia Ferrari            | Ferrari 412T1  | Ferrari 043 3.5 V12           | G     |
| 28 | Gerhard Berger        | Scuderia Ferrari            | Ferrari 412T1  | Ferrari 043 3.5 V12           | G     |
| 29 | Karl Wendlinger       | Broker Sauber Mercedes      | Sauber C13     | Mercedes-Benz 2175B 3.5 V10   | G     |
| 30 | Heinz-Harald Frentzen | Broker Sauber Mercedes      | Sauber C13     | Mercedes-Benz 2175B 3.5 V10   | G     |
| 31 | David Brabham         | MTV Simtek Ford             | Simtek S941    | Ford HBD6 3.5 V8              | G     |
| 32 | Roland Ratzenberger   | MTV Simtek Ford             | Simtek S941    | Ford HBD6 3.5 V8              | G     |
| 33 | Paul Belmondo         | Pacific Grand Prix          | Pacific PR01   | Ilmor 2175A 3.5 V10           | G     |
| 34 | Bertrand Gachot       | Pacific Grand Prix          | Pacific PR01   | Ilmor 2175A 3.5 V10           | G     |
| Nr | Kierowca              | Zespół                      | Samochód       | Silnik                        | Opony |

## Wyniki

### Kwalifikacje
Źródło: Wyprzedź Mnie!
| P                       | Nr | Kierowca              | Konstruktor(-silnik) | Opony | Czas     | Odstęp   | Strata   |
| ----------------------- | -- | --------------------- | -------------------- | ----- | -------- | -------- | -------- |
| 1                       | 2  | Ayrton Senna          | Williams-Renault     | G     | 1:21.548 | -        | -        |
| 2                       | 5  | Michael Schumacher    | Benetton-Ford        | G     | 1:21.885 | 0:00.337 | 0:00.337 |
| 3                       | 28 | Gerhard Berger        | Ferrari              | G     | 1:22.113 | 0:00.228 | 0:00.565 |
| 4                       | 0  | Damon Hill            | Williams-Renault     | G     | 1:22.168 | 0:00.055 | 0:00.620 |
| 5                       | 6  | JJ Lehto              | Benetton-Ford        | G     | 1:22.717 | 0:00.549 | 0:01.169 |
| 6                       | 27 | Nicola Larini         | Ferrari              | G     | 1:22.841 | 0:00.124 | 0:01.293 |
| 7                       | 30 | Heinz-Harald Frentzen | Sauber-Mercedes      | G     | 1:23.119 | 0:00.278 | 0:01.571 |
| 8                       | 7  | Mika Häkkinen         | McLaren-Peugeot      | G     | 1:23.140 | 0:00.021 | 0:01.592 |
| 9                       | 3  | Ukyō Katayama         | Tyrrell-Yamaha       | G     | 1:23.322 | 0:00.182 | 0:01.774 |
| 10                      | 29 | Karl Wendlinger       | Sauber-Mercedes      | G     | 1:23.347 | 0:00.025 | 0:01.799 |
| 11                      | 10 | Gianni Morbidelli     | Footwork-Ford        | G     | 1:23.663 | 0:00.316 | 0:02.115 |
| 12                      | 4  | Mark Blundell         | Tyrrell-Yamaha       | G     | 1:23.703 | 0:00.040 | 0:02.155 |
| 13                      | 8  | Martin Brundle        | McLaren-Peugeot      | G     | 1:23.858 | 0:00.155 | 0:02.310 |
| 14                      | 23 | Pierluigi Martini     | Minardi-Ford         | G     | 1:24.078 | 0:00.220 | 0:02.530 |
| 15                      | 24 | Michele Alboreto      | Minardi-Ford         | G     | 1:24.276 | 0:00.198 | 0:02.728 |
| 16                      | 9  | Christian Fittipaldi  | Footwork-Ford        | G     | 1:24.472 | 0:00.196 | 0:02.924 |
| 17                      | 25 | Éric Bernard          | Ligier-Renault       | G     | 1:24.678 | 0:00.206 | 0:03.130 |
| 18                      | 20 | Érik Comas            | Larrousse-Ford       | G     | 1:24.852 | 0:00.174 | 0:03.304 |
| 19                      | 26 | Olivier Panis         | Ligier-Renault       | G     | 1:24.996 | 0:00.144 | 0:03.448 |
| 20                      | 12 | Johnny Herbert        | Lotus-Mugen-Honda    | G     | 1:25.114 | 0:00.118 | 0:03.566 |
| 21                      | 15 | Andrea de Cesaris     | Jordan-Hart          | G     | 1:25.234 | 0:00.120 | 0:03.686 |
| 22                      | 11 | Pedro Lamy            | Lotus-Mugen-Honda    | G     | 1:25.295 | 0:00.061 | 0:03.747 |
| 23                      | 19 | Olivier Beretta       | Larrousse-Ford       | G     | 1:25.991 | 0:00.696 | 0:04.443 |
| 24                      | 31 | David Brabham         | Simtek-Ford          | G     | 1:26.817 | 0:00.826 | 0:05.269 |
| 25                      | 34 | Bertrand Gachot       | Pacific-Ilmor        | G     | 1:27.143 | 0:00.326 | 0:05.595 |
| 26                      | 32 | Roland Ratzenberger   | Simtek-Ford          | G     | 1:27.584 | 0:00.441 | 0:06.036 |
| Nie zakwalifikowali się |    |                       |                      |       |          |          |          |
|                         | 33 | Paul Belmondo         | Pacific-Ilmor        | G     | 1:27.881 | 0:00.297 | 0:06.333 |
|                         | 14 | Rubens Barrichello    | Jordan-Hart          | G     | -        | -        | -        |
| P                       | Nr | Kierowca              | Konstruktor(-silnik) | Opony | Czas     | Odstęp   | Strata   |

### Wyścig
Źródło: Wyprzedź Mnie!
| P                 | + / –     | Nr | Kierowca              | Konstruktor       | Opony | Okr. | Czas / Strata | Komentarz                           |
| ----------------- | --------- | -- | --------------------- | ----------------- | ----- | ---- | ------------- | ----------------------------------- |
| 1                 | 1         | 5  | Michael Schumacher    | Benetton-Ford     | G     | 58   | 1h28:28.642   |                                     |
| 2                 | 4         | 27 | Nicola Larini         | Ferrari           | G     | 58   | +0:54.942     |                                     |
| 3                 | 5         | 7  | Mika Häkkinen         | McLaren-Peugeot   | G     | 58   | +1:10.679     |                                     |
| 4                 | 6         | 29 | Karl Wendlinger       | Sauber-Mercedes   | G     | 58   | +1:13.658     |                                     |
| 5                 | 4         | 3  | Ukyō Katayama         | Tyrrell-Yamaha    | G     | 57   | +1 okr.       |                                     |
| 6                 | 2         | 0  | Damon Hill            | Williams-Renault  | G     | 57   | +1 okr.       |                                     |
| 7                 | Bez zmian | 30 | Heinz-Harald Frentzen | Sauber-Mercedes   | G     | 57   | +1 okr.       |                                     |
| 8                 | 5         | 8  | Martin Brundle        | McLaren-Peugeot   | G     | 57   | +1 okr.       |                                     |
| 9                 | 3         | 4  | Mark Blundell         | Tyrrell-Yamaha    | G     | 56   | +2 okr.       |                                     |
| 10                | 10        | 12 | Johnny Herbert        | Lotus-Mugen-Honda | G     | 56   | +2 okr.       |                                     |
| 11                | 8         | 26 | Olivier Panis         | Ligier-Renault    | G     | 56   | +2 okr.       |                                     |
| 12                | 5         | 25 | Éric Bernard          | Ligier-Renault    | G     | 55   | +3 okr.       |                                     |
| 13                | 3         | 9  | Christian Fittipaldi  | Footwork-Ford     | G     | 54   | +4 okr.       | poślizg                             |
| Niesklasyfikowani |           |    |                       |                   |       |      |               |                                     |
|                   |           | 15 | Andrea de Cesaris     | Jordan-Hart       | G     | 49   |               | poślizg                             |
|                   |           | 24 | Michele Alboreto      | Minardi-Ford      | G     | 44   |               | utrata koła                         |
|                   |           | 10 | Gianni Morbidelli     | Footwork-Ford     | G     | 40   |               | silnik                              |
|                   |           | 23 | Pierluigi Martini     | Minardi-Ford      | G     | 37   |               | poślizg                             |
|                   |           | 31 | David Brabham         | Simtek-Ford       | G     | 27   |               | poślizg                             |
|                   |           | 34 | Bertrand Gachot       | Pacific-Ilmor     | G     | 23   |               | silnik                              |
|                   |           | 19 | Olivier Beretta       | Larrousse-Ford    | G     | 17   |               | silnik                              |
|                   |           | 28 | Gerhard Berger        | Ferrari           | G     | 16   |               | zawieszenie                         |
|                   |           | 2  | Ayrton Senna          | Williams-Renault  | G     | 5    |               | śmiertelny wypadek                  |
|                   |           | 20 | Érik Comas            | Larrousse-Ford    | G     | 5    |               | wibracje                            |
|                   |           | 6  | JJ Lehto              | Benetton-Ford     | G     | 0    |               | kolizja z Lamy                      |
|                   |           | 11 | Pedro Lamy            | Lotus-Mugen-Honda | G     | 0    |               | kolizja z Lehto                     |
|                   |           | 32 | Roland Ratzenberger   | Simtek-Ford       | G     | 0    |               | śmiertelny wypadek w kwalifikacjach |
| P                 | + / –     | Nr | Kierowca              | Konstruktor       | Opony | Okr. | Czas / Strata | Komentarz                           |

### Najszybsze okrążenie
Źródło: Wyprzedź Mnie!
| Nr | Kierowca   | Konstruktor      | Opony | Czas     | Okr. |
| -- | ---------- | ---------------- | ----- | -------- | ---- |
| 0  | Damon Hill | Williams-Renault | G     | 1:24.335 | 10   |

## Prowadzenie w wyścigu
Źródło: Wyprzedź Mnie!
| Nr                              | Kierowca           | Okrążenia   | Suma |
| ------------------------------- | ------------------ | ----------- | ---- |
| 2                               | Ayrton Senna       | 1–5         | 5    |
| 5                               | Michael Schumacher | 6-12, 19-58 | 47   |
| 28                              | Gerhard Berger     | 13-15       | 3    |
| 7                               | Mika Häkkinen      | 16-18       | 3    |
| \| Wykres \| \| ------ \| \| \| |                    |             |      |
| Wykres                          |                    |             |      |
|                                 |                    |             |      |